# Ernst Wolfhagen

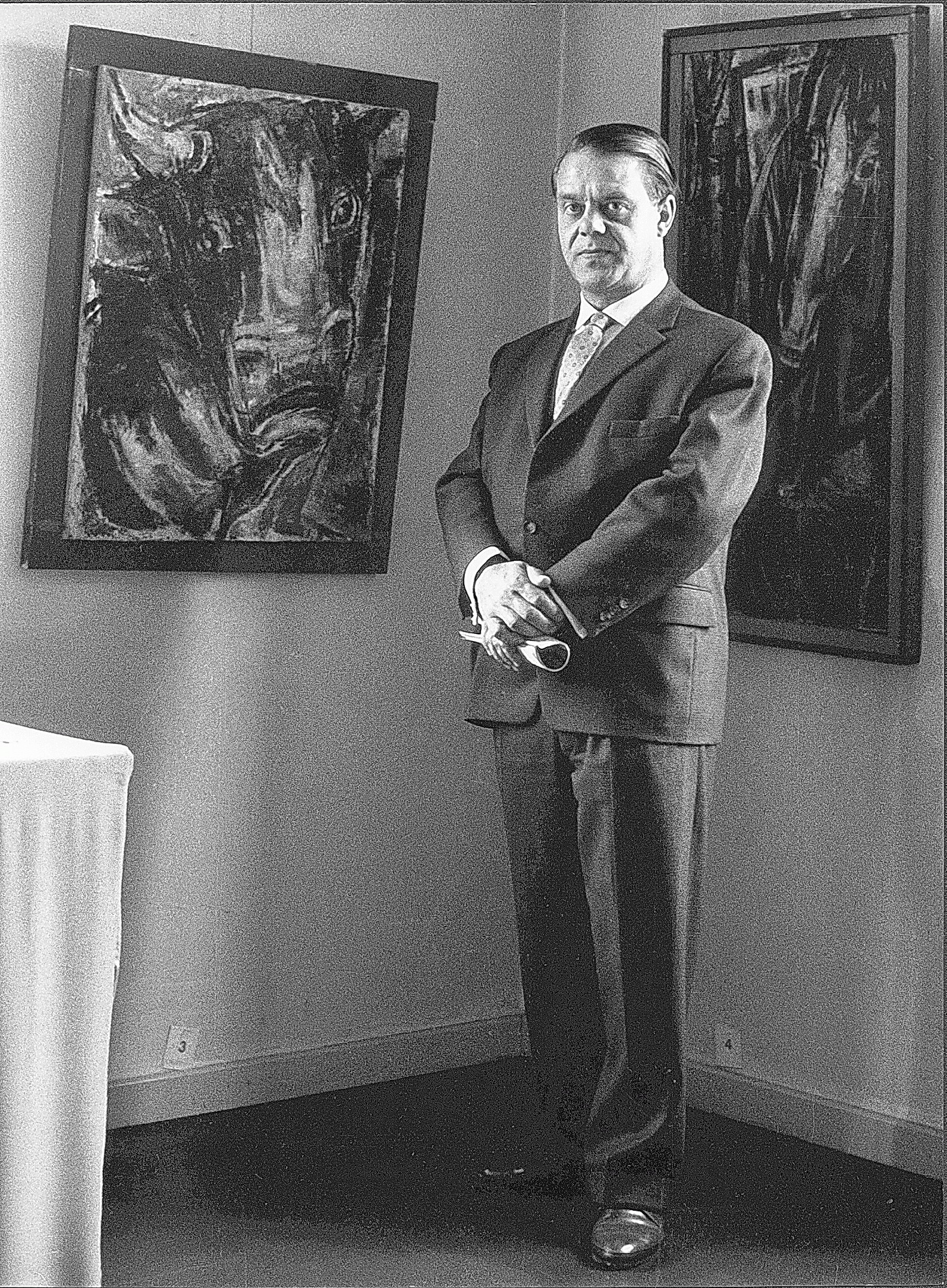
Der Maler Ernst Wolfhagen im Jahr 1959

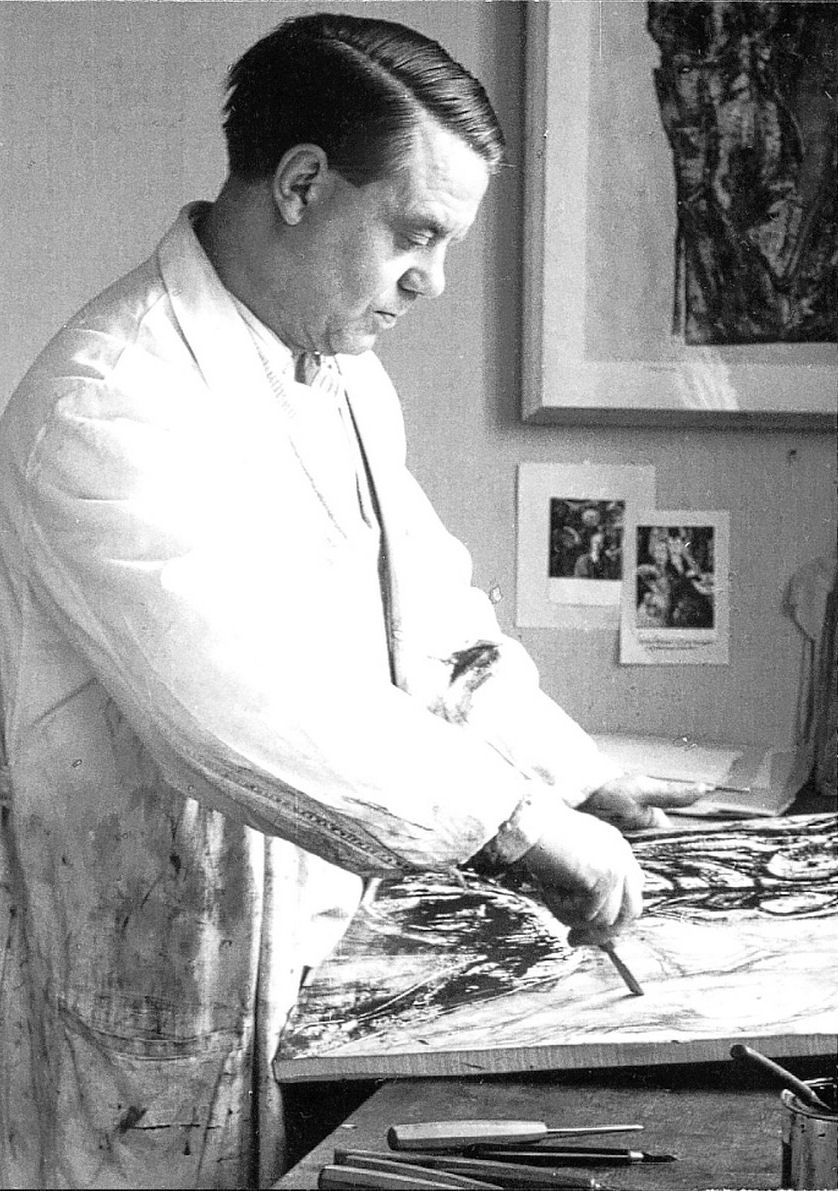
Der Maler Ernst Wolfhagen im Jahr 1960

Ernst Wolfhagen (* 22. August 1907 in Hannover; † 6. Mai 1992 in Hannover) war ein deutscher Maler, Grafiker und Kunsterzieher.

## Leben
In den Jahren 1923 bis 1926 hatte Ernst Wolfhagen als Gymnasiast Kunstunterricht bei Otto Gleichmann, mit dem ihn eine lebenslange Freundschaft verband und der auch Patenonkel seines im Jahre 1941 geborenen Sohnes Michael war. 1926 bis 1928 studierte er an der Technischen Hochschule Hannover, der heutigen Gottfried Wilhelm Leibniz Universität Hannover und anschließend an der Ruprecht-Karls-Universität Heidelberg und an der Staatlichen Kunstschule in Berlin, der heutigen Universität der Künste Berlin (UdK) bei Rudolf Großmann.
Er machte sein Staatsexamen in Biologie, Philosophie und Kunst und arbeitete ab dem Jahr 1933 bis 1967 als Kunstpädagoge im höheren Schuldienst, zuletzt bis zur Pensionierung an der Elisabeth-Granier-Schule (heute: Ricarda-Huch-Schule) in Hannover. Im Jahre 1935 heiratete er die Bildhauerin Anneliese Lucke.
Seine Lehrtätigkeit wurde durch Kriegsdienst ab dem Jahre 1941 und sowjetische Gefangenschaft bis 1948 unterbrochen.
Er unternahm Studienreisen nach Italien und Frankreich.

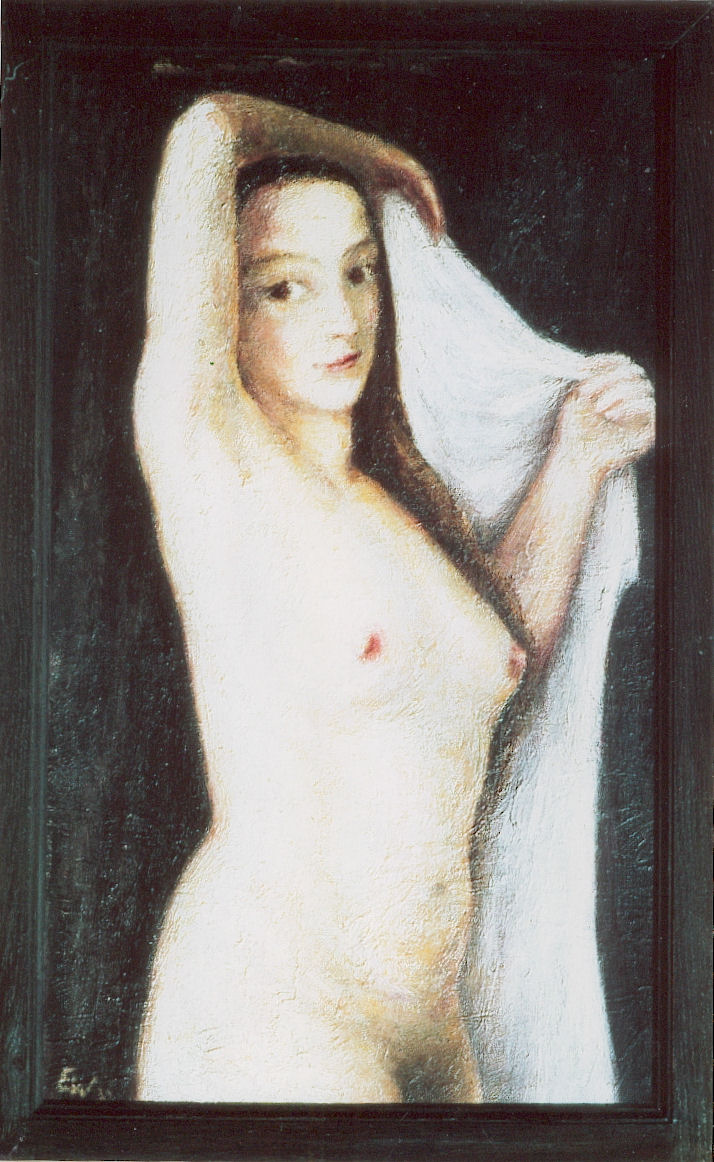
Mädchenakt mit Tuch 1932
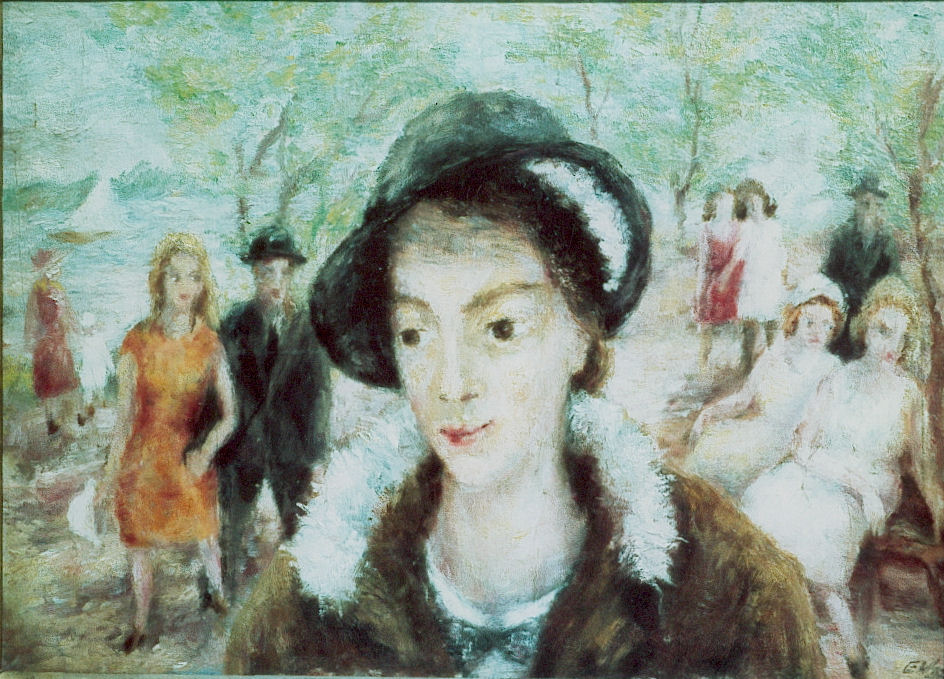
Frau im Hut, Frühling 1932
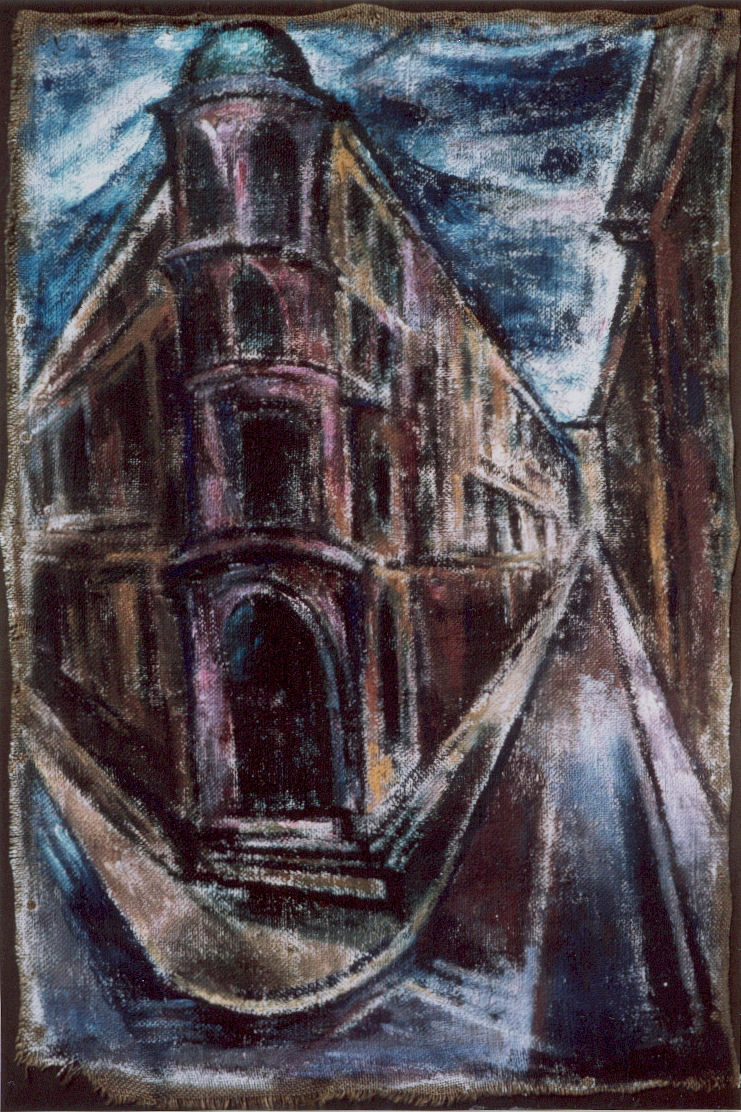
Rotes Haus und Straße 1939
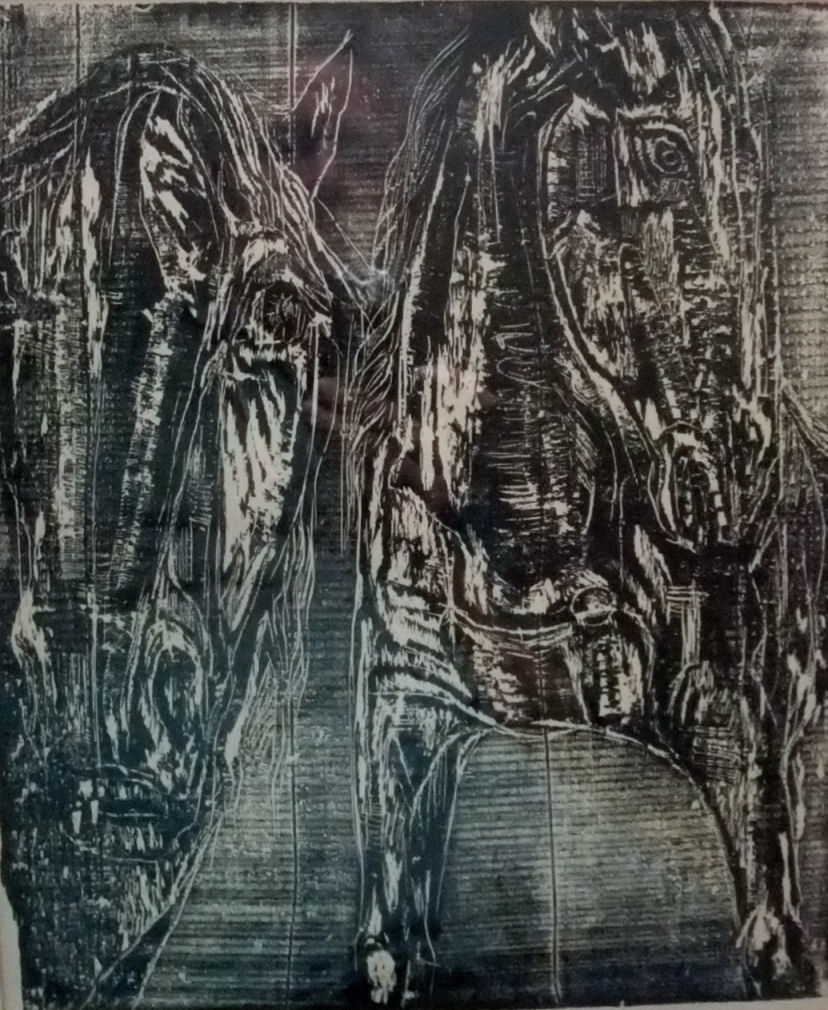
Zwei Pferde 1965

## Malerei
Neben seiner Malerei hat Ernst Wolfhagen viele Mappenwerke mit Texten verschiedener Dichter, wie unter anderen Pavese und Trakl, illustriert und herausgegeben.
Schwerpunkt in Wolfhagens Œuvre sind ca. 800 Holzschnitte.
Neben Akten und Landschaften, thematisiert der Maler hier Figuren der antiken Mythologie.
Große Anerkennung bekam Ernst Wolfhagen durch seine zahlreichen Illustrationen und Radierungen, die er zu Texten von Cesare Pavese, Georg Trakl, Wilhelm Lehmann und insbesondere zu französischer Lyrik von Charles Baudelaire, Guillaume Apollinaire, Gérard de Nerval und Antonin Artaud entwarf und in den bereits oben erwähnten Mappenwerken herausgab.

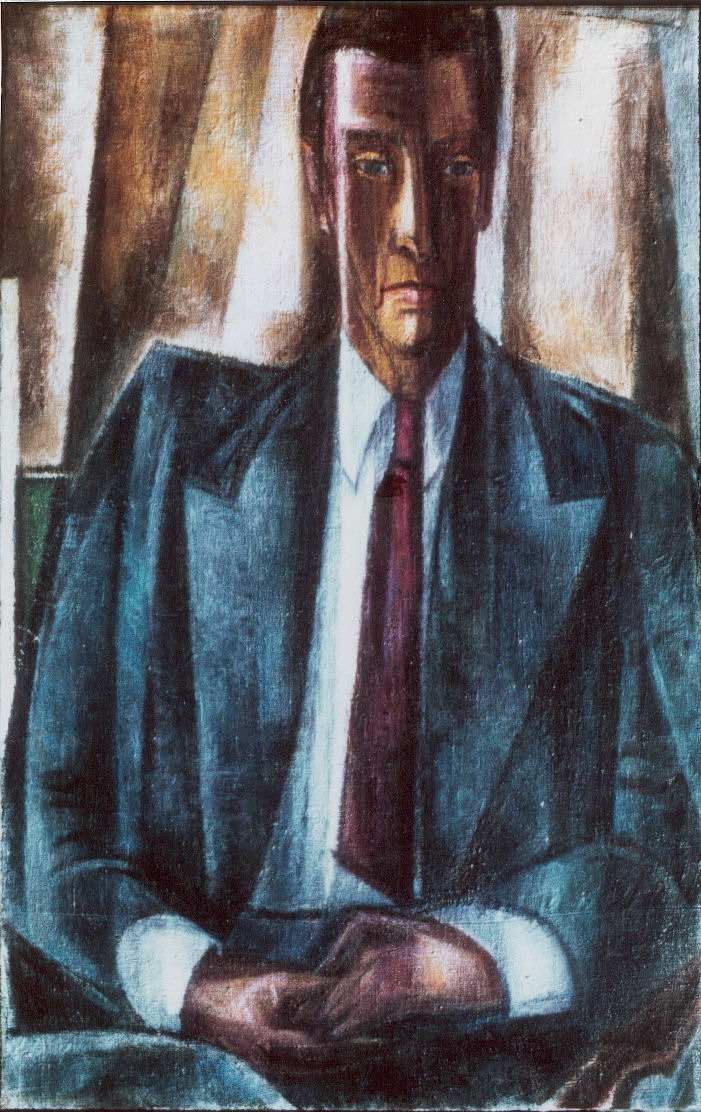
Porträt U. Hollensteiner 1953
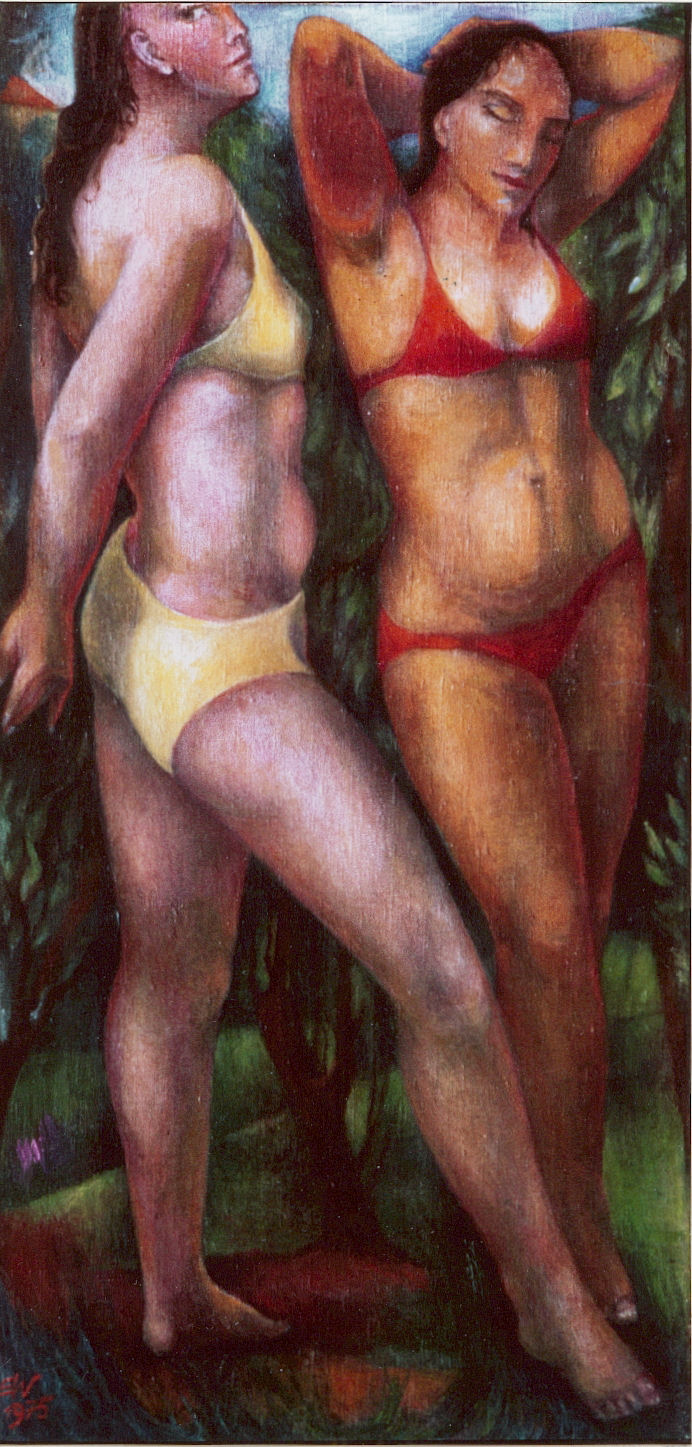
Zwei Mädchen im Bikini 1975
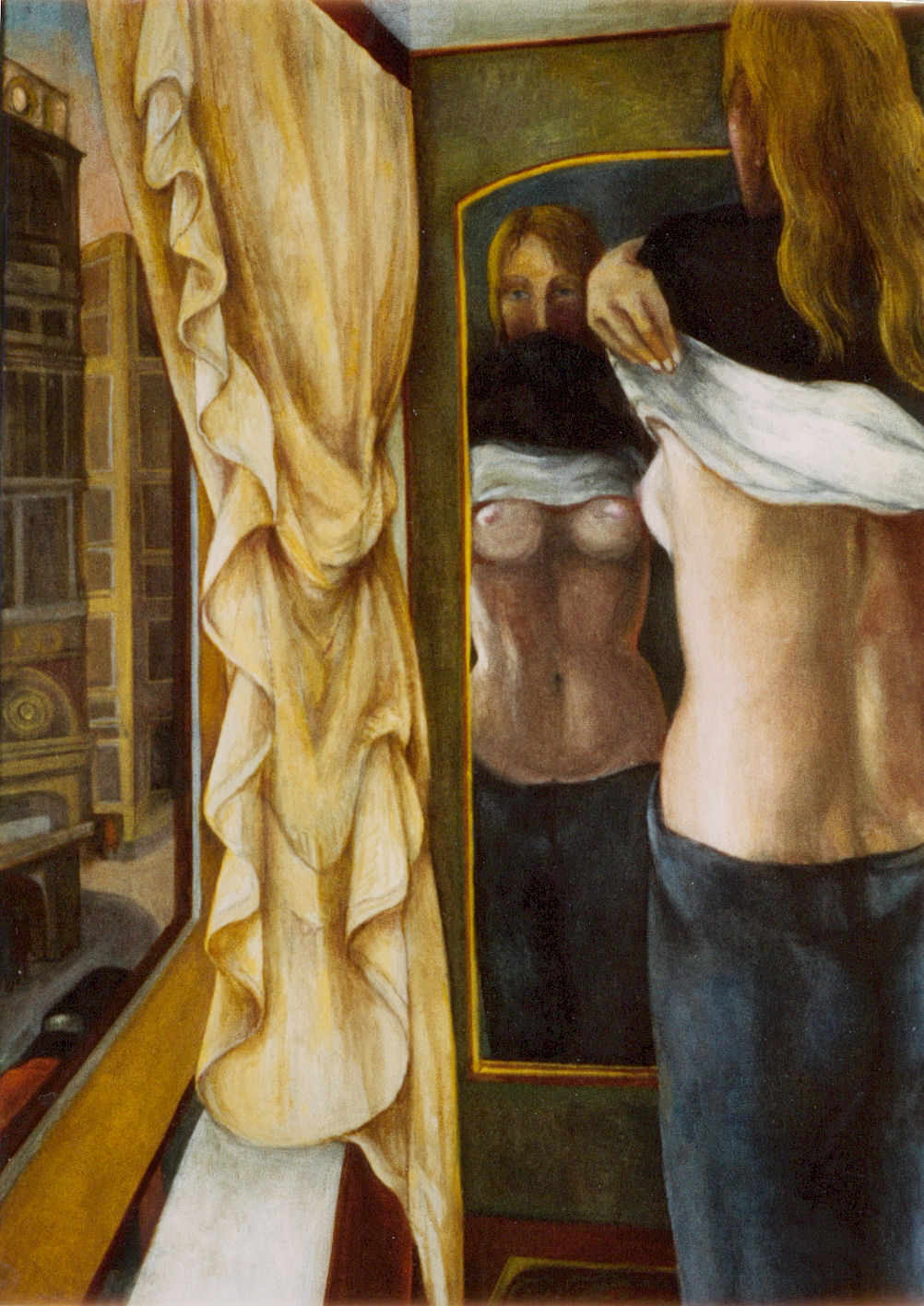
Vor dem Spiegel 1978
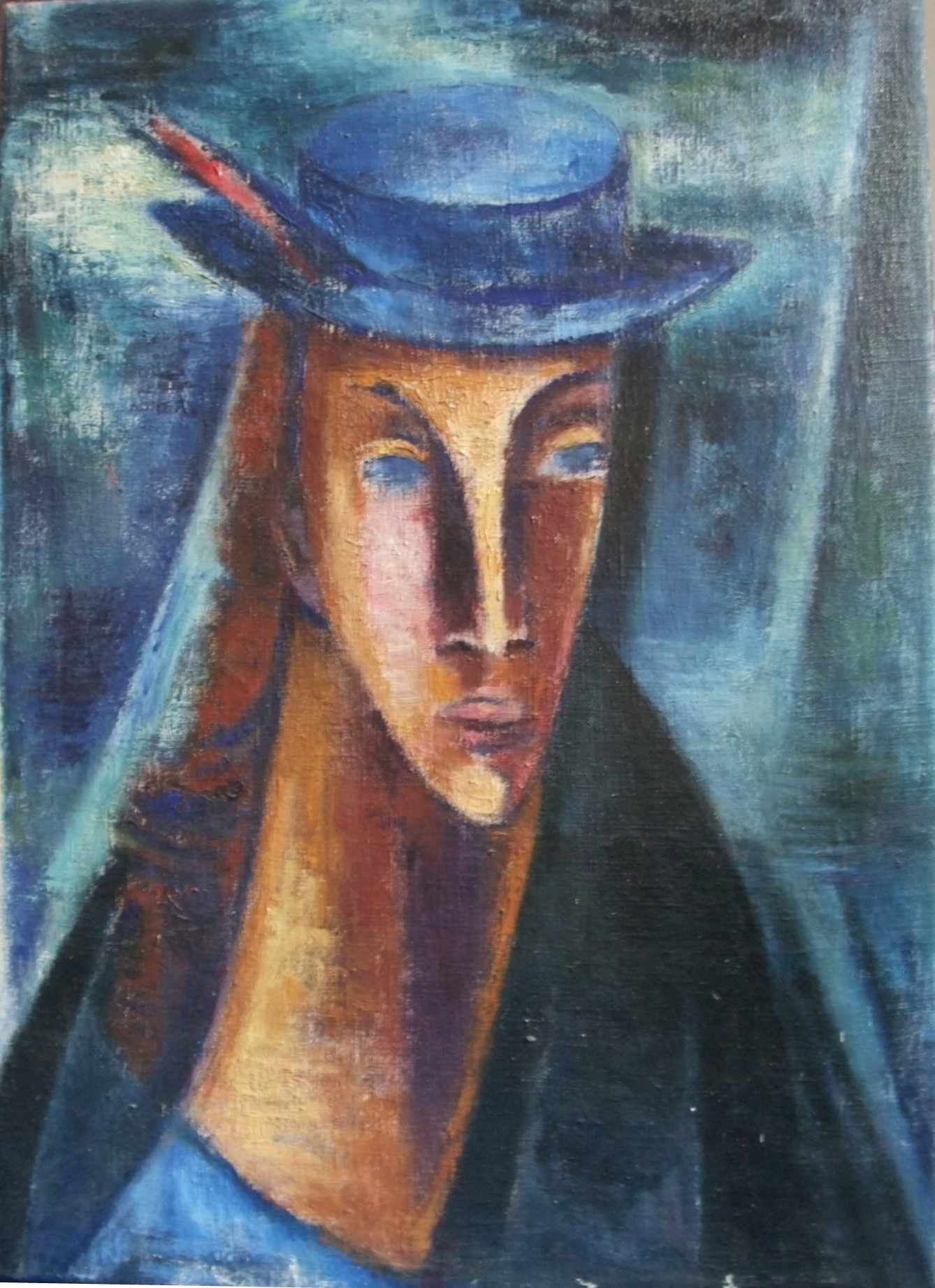
Frau mit Blauem Hut und Roter Feder 1949

## Ausstellungen
Auswahl
- 1972 KUBUS Hannover:Bilder u. Grafik seit 1960, Hannoverscher Künstlerverein
- 1975 Goethe-Institut Paris
- 1975 Klingspor-Museum Offenbach
- 1982 KUBUS Hannover
- 1992 Stadtsparkasse Hannover: Ernst Wolfhagen: Arbeiten aus den Jahren 1960-1992

Ausstellungsbeteiligungen unter anderem
- 1964 German art of to-day
- 1963 - 1980 XYLON, soc.int.des graveurs sur bois. Künstlervereinigungen im Grand-Palais Paris
- 1966 Deutscher Holzschnitt Baden-Baden

## Auszeichnungen
- 1959 I. Preis für religiöse Graphik, München
- 1978 Preis für Zeichnung, Fondation Michel-Ange Poggio

## Museen

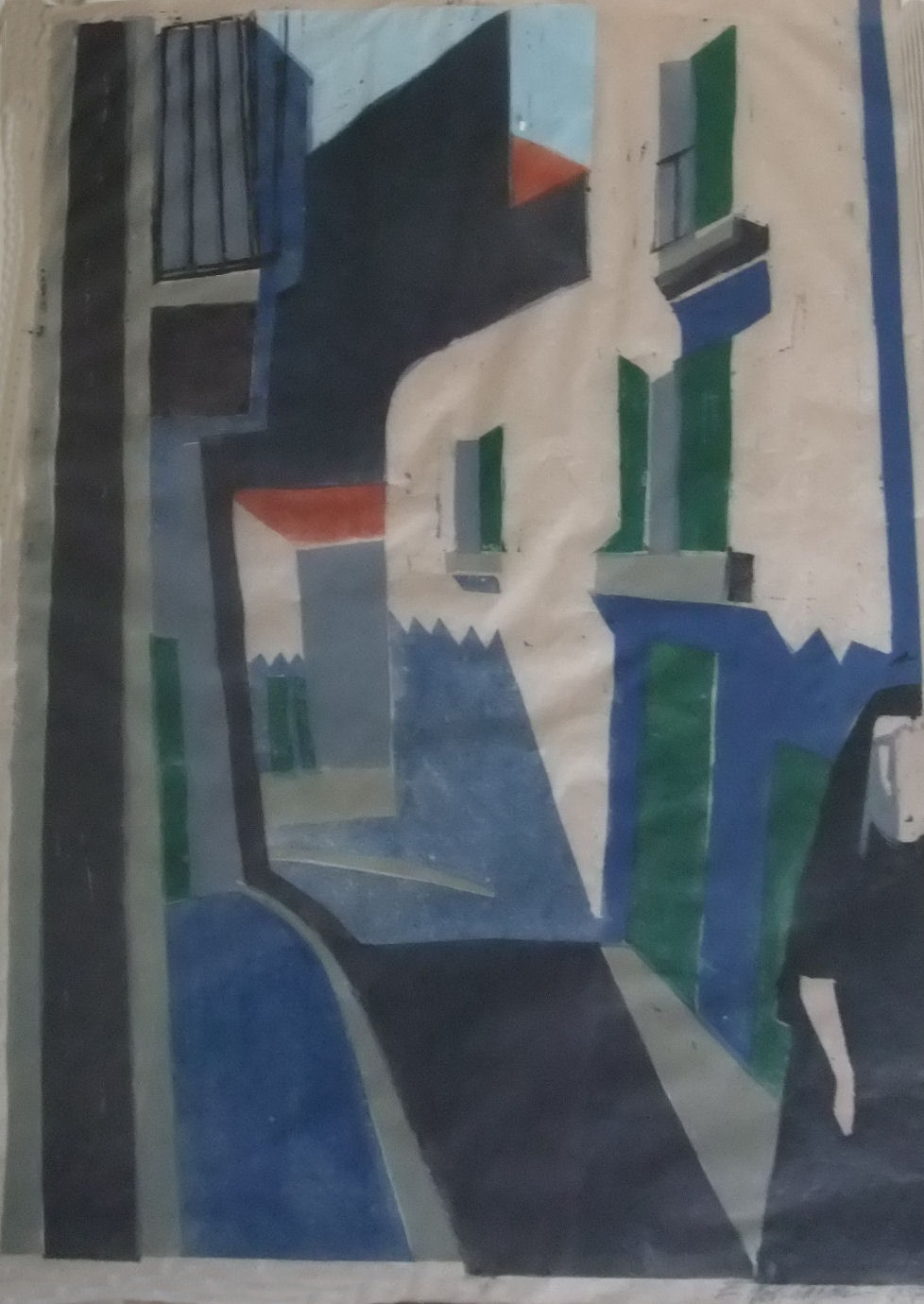
Ernst Wolfhagen - In Spanischen Gassen 1957

An folgenden Orten befinden sich Werke des Künstlers
- Sprengel-Museum
- Historisches Museum Hannover
- Albertina Wien
- Bibliothèque nationale de France
- Königliche Bibliothek Belgiens (Albertina Brüssel)
- Herzog August Bibliothek Wolfenbüttel
- Bayer. Staatsbibl. München
- Kupferstichkabinett Berlin
- Königliche Kupferstich Sammlung Kopenhagen